# Anomalía de Beijing
La Anomalía de Beijing es una característica sísmica observada en el manto de la Tierra a una profundidad de alrededor de 700–1400 km debajo del noreste de China, donde se descubrió que existe un alto grado de atenuación sísmica. Según sus descubridores, Jesse Lawrence (del Instituto de Oceanografía Scripps y Michael Wysession (de la Universidad de Washington), la Anomalía de Beijing es evidencia de grandes cantidades de agua contenida dentro del manto.

## Características
Los efectos del agua sobre la atenuación de las ondas sísmicas son en gran medida desconocidos, aunque las expectativas teóricas parecen indicar que un cambio sísmico del factor Q·¹ de 300 a 100 puede explicarse por un aumento aproximado de diez veces en el contenido de agua. Esto lleva a la hipótesis de que solo pequeñas cantidades de agua, presentes en la profundidad dentro del manto (del orden de 0.1% en peso), conducirán a una atenuación sísmica significativa y podrían explicar los valores anormalmente bajos de Q·¹ que se extienden sobre un amplio región en el manto debajo del noreste de Asia. 
La zona de baja Q·¹ existente en el manto debajo del noreste de China se encontró mediante tomografía de atenuación sísmica y comienza aproximadamente 700   km debajo de la superficie y muestra fuertes disminuciones en los valores de Q·¹, hasta un mínimo de Q·¹ = 95 en torno a 1000 km de profundidad. El alcance de la anomalía debajo de una gran parte del noreste de Asia requeriría la existencia de factores contribuyentes que facilitarían la distribución del agua dentro del manto. Los factores que podrían facilitar la dispersión del agua a tal grado incluyen la advección de manto-roca y el transporte de agua a lo largo de los bordes de los granos minerales. 
Por lo tanto, se ha sugerido que mediante la subducción, la litosfera oceánica descendente puede transportar grandes cantidades de agua hacia regiones más profundas del manto, directamente debajo de los márgenes continentales (a profundidades que van mucho más allá de 1400 km). Se cree que el agua contenida dentro de estos fragmentos de placa subducidas no se ve afectada por las condiciones de alta temperatura y presión circundantes, ya que está contenida en el centro de la placa litosférica fría. Las anomalías de atenuación sísmica en el noreste de China se explican potencialmente por la extracción de agua de la litosfera oceánica fría y profundamente asentada, insertada en profundidad por la «avalancha» del manto inferior suprayacente («avalancha mantélica»), dando lugar a zonas de alta elasticidad (y potencialmente ricas en fluidos) lo que causaría niveles de atenuación sísmica que se observaron tomográficamente.
Investigaciones recientes han sido capaces de restringir mejor el grado en que se hidrata el manto oceánico subducción utilizando mediciones de la atenuación de las ondas P de los terremotos localizados cerca de la zona de Wadati-Benioff. Las estimaciones sugieren una capa de aproximadamente 40 km de espesor de manto moderadamente serpentinizado sería suficiente para explicar las atenuaciones sísmicas observadas de la onda P asociadas a eventos que ocurren a profundidades de alrededor de 5-35 km debajo de la zona de Wadati – Benioff. Esto implicaría que las zonas más altas de la litosfera oceánica proporcionan una fuente significativa de agua a las áreas más profundas del manto durante la subducción, con un flujo estimado de 170-318 Tg/ma de agua por metro de losa descendente.